# Лерс, Иоганн Даниель
Иоганн Георг Даниель Лерс (нем. Johann Georg Daniel Leers; 1727—1774) — немецкий ботаник, альголог, бриолог и миколог.

## Биография
Иоганн Даниель Лерс родился 23 февраля 1727 года в городе Вунзидель, располагающемся неподалёку от Байройта, на территории современной Баварии. В 1755 году Лерс стал хозяином аптеки в городе Херборн, тогда находящемся в графстве Нассау. Иоганн Лерс умер 7 декабря 1774 года в Херборне. Его основная книга по ботанике, Flora herbornensis, была впервые издана в 1775 году его сыном, Генрихом Паулем Лерсом, написавшем для вступления этой книги биографию Иоганна.
Местонахождение основной части гербария Иоганна Лерса не известно. Часть гербария, приобретённая Г. Ф. Гофманом, была уничтожена во время Московского пожара 1812 года.

## Некоторые научные работы
- Leers, J.D. Joannis Danielis Leers Flora herbornensis exhibens plantas circa Herbornam Nassoviorum crescentes, secundum systema sexuale Linneanum distributas, cum descriptionis rariorum in primis graminum, propriisque observationibus et nomenclatura. — 1775. — Ed. 1. — 288 + lix p., 16 pl.
- Leers. J.D. Flora herbornensis. // ed. Willdenow, C.L. — 1789. — Ed. 2. — 289 + lxxviii p., 16 pl.

## Роды и некоторые виды, названные в честь И. Д. Лерса
- Leersia Sol. ex Sw., 1788, nom. cons.
- Carex leersii F.W.Schultz, 1870, nom. nov.